# Фобос-Грунт
«Фобос-Грунт» — российская автоматическая межпланетная станция (АМС), предназначалась для доставки образцов грунта со спутника Марса, Фобоса, на Землю, определения физико-химических характеристик грунта Фобоса, исследований происхождения спутников Марса, процессов взаимодействия его атмосферы и поверхности, взаимодействия малых тел Солнечной системы с солнечным ветром. Вместе с АМС «Фобос-Грунт» маршевая двигательная установка должна была доставить на орбиту Марса китайский микроспутник «Инхо-1».
АМС была запущена 9 ноября 2011 года, однако в результате нештатной ситуации, когда не произошло расчётного срабатывания маршевой двигательной установки перелётного модуля, межпланетная станция не смогла покинуть окрестности Земли, оставшись на низкой околоземной орбите. 15 января 2012 года АМС сгорела в плотных слоях земной атмосферы.

## История проекта
После неудачного запуска АМС «Марс-96» Российской академией наук были сформулированы новые предложения по дальнейшему исследованию дальнего космоса — проекты «Луна-Глоб» (изучение Луны); «Марс-Астер» (марсоход) и «Фобос-Грунт». Из них наиболее адекватным возможностям отечественной космонавтики и в то же время достаточно новаторским был признан «Фобос-Грунт», который в 1998 году был утверждён в качестве основного межпланетного проекта на ближайшую перспективу. Для экспедиции к Фобосу предусматривалась разработка космического аппарата умеренной размерности, который можно было бы вывести на орбиту с помощью РН «Союз». Поскольку требуемая масса в любом случае превышала возможности носителя, доразгон к Марсу и другие транспортные операции предполагалось осуществлять с помощью экономичных электрореактивных двигателей (ЭРД) малой тяги. Старт «Фобос-Грунта» планировался на 2004 год, возвращение — на 2008 год.
В силу финансовых обстоятельств проект был полностью пересмотрен в 2004 году. Прежде всего было решено делать КА на основе более лёгкой негерметичной платформы «Навигатор» разработки НПО Лавочкина, что позволяло полностью отказаться от ЭРД, значительно упрощало схему экспедиции и сокращало её сроки. Фактическая реализация проекта началась с 2005 года. В 2006 было закончено макетирование основных узлов и приборов АМС «Фобос-Грунт» и проведены первые вибрационные испытания космического аппарата в сборе. Изготовление серии ещё десяти технологических макетов начато в 2007 году.
Запуск первоначально назначался на октябрь 2009 года, а затем был отложен на ноябрь 2011 года. Как заявил глава института космических исследований РАН Лев Зелёный, это не связано с финансированием, а необходимо для дополнительных испытаний в связи с недоработанностью станции. По сообщению Роскосмоса, указанное решение основано на необходимости обеспечения максимальной надёжности операций по выполнению основной задачи миссии — забора и доставки грунта с поверхности Фобоса — и минимизации всех возможных рисков. По неофициальным данным сообщается, что система контроля полёта «Фобос-Грунта» может не выдержать длительной миссии, а также решено было установить сразу три манипулятора: первый производства НПОЛ, для мягких пород грунта, второй производства ИКИ РАН, для мягко-твёрдых пород, и наконец третий, польский «CHOMIK» для твёрдых и скальных пород. Эти манипуляторы позволят взять любые образцы, от камней и кусков скал до пыли.
Место для посадки российской автоматической станции на спутник Марса помогал выбирать аппарат Европейского космического агентства (ЕКА) «Марс-экспресс».

### Перспективы
На базе «Фобос-Грунт» планировалось создать серию АМС: «Луна-Глоб», «Венера-Д», «Марс-НЭТ», «Апофис-П», «Апофис-Грунт». Также в продолжение программы «Биориск» планировалась отправка микроорганизмов к Марсу с последующим возвращением их на Землю.

## Задачи экспедиции
- исследование физико-химических характеристик вещества Фобоса;
- исследование особенностей орбитального и собственного вращения Фобоса;
- исследование вещества Фобоса, доставленного на Землю, в лабораторных условиях;
- исследование Фобоса с посадочного аппарата;
- исследование Фобоса и окружающего пространства с орбитального аппарата;
- исследование физических условий околопланетной среды Марса;
- исследование происхождения марсианских спутников;
- мониторинг сезонных и климатических вариаций атмосферы и поверхности Марса;
- исследование крупномасштабных динамических процессов на поверхности и в атмосфере Марса.

## Планировавшаяся схема экспедиции
Автоматическая межпланетная станция запускается с космодрома Байконур на эллиптическую орбиту, близкую к расчётной, имеющей перигей 207 км, апогей 347 км и наклонение 51,4°. Через 2,5 часа полёта (1,7 витка орбиты) предполагалось перевести АМС на эллиптическую орбиту 250×4150…4170 км, с периодом обращения 2,2 часа. Спустя ещё 2,3 часа ожидалось выведение АМС на межпланетную траекторию Земля—Марс.
Несмотря на заявление Роскосмоса о необходимости обеспечения максимальной надёжности при выполнении основной задачи миссии, не был конструктивно решён вопрос о приёме в реальном времени телеметрической информации о включениях маршевой двигательной установки при выведении автоматической межпланетной станции на отлётную траекторию к Марсу. Оба включения двигательной установки были запланированы над Южной Америкой, вне зоны видимости российских наземных измерительных пунктов.
По достижении Марса АМС должна была выйти на эллиптическую орбиту с апоцентром ~ 80 тыс. км, после чего перелётный модуль переводится на низкую орбиту наблюдения и дистанционных исследований Марса в течение нескольких месяцев. Затем ПМ выводится на квазисинхронную орбиту у Фобоса и после выбора подходящего места для посадки выдаёт тормозной импульс и совершает посадку на поверхность Фобоса. В течение нескольких дней проводится изучение окрестностей места посадки, забор образцов, загрузка их в капсулу возвращаемого аппарата. После этого ВА стартует с Фобоса и дожидается стартового окна на околомарсианской орбите. Перелётный модуль («РК ПМ») остаётся на поверхности и продолжает изучение Фобоса. Полёт возвращаемого аппарата («РК ВА») к Земле занимает около года. По возвращении к Земле спускаемый аппарат, несущий капсулу с образцами, совершает аэродинамическое торможение в атмосфере Земли и беспарашютную посадку на полигоне Сары-Шаган в Казахстане.
Этапы экспедиции
- 2012 г. 29 сентября — прибытие к Марсу:

торможение и выход на 3-суточную орбиту искусственного спутника Марса;
отделение МДУ;
отделение микроспутника Инхо-1 и раскрытие его солнечных батарей;
отделение перелётного модуля от переходной фермы;
- 2013 г. февраль — прибытие к Фобосу:

сближение и посадка ПМ на Фобос (предполагаемое место посадки — см. фото);
взятие проб грунта;
отделение от ПМ и старт возвращаемого аппарата с Фобоса и выход на околомарсианскую орбиту;
- 2013 г. сентябрь — отлёт ВА к Земле;
- 2014 г. август — прибытие ВА к Земле:

отделение спускаемого аппарата (капсулы) от ВА;
вход СА в атмосферу Земли;
аэродинамическое торможение СА с 12 км/с до 30 м/с;
приземление СА на полигоне Сары-Шаган в Казахстане (арендован Россией);
Общее время экспедиции — 3 года. Масса доставляемого грунта — 100—200 граммов.

## Устройство аппарата
Аппарат стартовой массой ~13 200 кг состоит из маршевой двигательной установки (далее МДУ), обеспечивающей выход на траекторию полёта к Марсу и торможение на орбите вокруг Марса, перелётного модуля сухой массой 590 кг и возвращаемого аппарата массой 215 кг. Центральным элементом, или каркасом, аппарата является восьмигранная призматическая конструкция перелётного модуля. На гранях призмы размещается бортовая служебная и научная аппаратура. Электропитание комплекса осуществляется от двух прикреплённых к перелётной ступени панелей солнечных батарей.
Массовая сводка АМС
Общая масса АМС: 13505 кг
- Спускаемый аппарат: 7 кг
- Возвращаемый аппарат: 287 кг, в том числе
  - заправка: 139 кг
  - сухая масса: 148 кг
- Приборный отсек перелетного модуля: 550 кг
- ДУ перелетного модуля: 1270 кг, в том числе
  - заправка: 1058 кг
  - сухая масса: 212 кг
- Переходная ферма с системами отделения: 150 кг
- Субспутник «Инхо-1»: 115 кг
- Маршевая ДУ без СББ: 7750 кг, в том числе
  - рабочая заправка: 7015 кг
  - конечная масса: 735 кг
- Сбрасываемый блок баков (СББ): 3376 кг, в том числе
  - рабочая заправка: 3001 кг
  - конечная масса: 375 кг

## Научная аппаратура
Список научного оборудования:
| Геофизические приборы                                                                                       |
| --- |
| Комплекс газового хроматографа (ИКИ, ГЕОХИ, )                                                               |
| Гамма-спектрометр (ГЕОХИ)                                                                                   |
| Нейтронный-спектрометр (ИКИ, ЕКА)                                                                           |
| Мёссбауэровский-спектрометр (ИКИ, )                                                                         |
| Лазерный времяпролётный масс-спектрометр (ИКИ, )                                                            |
| Масс-спектрометр вторичных ионов (ИКИ)                                                                      |
| Гамма-спектрометр (ИКИ)                                                                                     |
| Эшелле-спектрометр (ИКИ, )                                                                                  |
| Спектрометр «Люлин-Фобос» (, ИМБП, )                                                                        |
| Гравиметр (ИКИ, ГЕОХИ)                                                                                      |
| Сейсмометр (ИКИ, ИФЗ, ГЕОХИ)                                                                                |
| Термодетектор (ГЕОХИ, ИПМ)                                                                                  |
| Длинноволновый планетный радар (ИРЭ РАН)                                                                    |
| Детектор космической пыли (ГЕОХИ)                                                                           |
| Плазменно-пылевые приборы                                                                                   |
| Плазменный комплекс (ИКИ, )                                                                                 |
| Детектор космической пыли (ГЕОХИ)                                                                           |
| Небесно-механические приборы                                                                                |
| Ультрастабильный осциллятор (ИКИ)                                                                           |
| Детектор положения Солнца (ИКИ, ЛИТМО, ИНФРАТРОН)                                                           |
| Служебные приборы КНА                                                                                       |
| Система информационного обеспечения КНА (ИКИ)                                                               |
| Грунтозаборный комплекс (НПО им. Лавочкина, ИКИ, НПОЛ, )                                                    |
| Телекамеры высокого разрешения                                                                              |
| Астробиологические эксперименты                                                                             |
| Эксперимент LIFE — межпланетный полёт живых организмов (Роскосмос, НПО им. Лавочкина, Планетарное общество) |

Суммарная масса научной аппаратуры: 50 кг.

## Стоимость
Стоимость проекта «Фобос-Грунт» — около 5 миллиардов рублей. Стоимость самого космического аппарата составила 1 млрд 200 млн рублей.
АМС «Фобос-Грунт» была застрахована на полную стоимость в страховой компании «Русский страховой центр», страховая сумма составила 1 млрд 200 млн рублей.

## Хронология проекта

### Ход работ над аппаратом
2010
- 20 декабря — доставка китайского микроспутника «Инхо-1»;

2011
- январь — сборка и электрические испытания;
- февраль-март — термовакуумные испытания;
- май-август — заключительные испытания и операции с космическим аппаратом;
- 17 октября — доставка АМС из г. Химки на космодром Байконур[20];
- 6 ноября — доставка РН с АМС «Фобос-Грунт» на ПУ № 1 СК 11П877-CM площадки № 45 космодрома Байконур;[21]
- 7 ноября — начало работ по графику второго стартового дня на СК площадки № 45, набор стартовой готовности РН;[22]
- 8 ноября — зарядка аккумуляторных батарей АМС, контроль температуры и давления в космической головной части РН;[23] заседание Государственной комиссии по результатам 3-дневных испытаний РН на СК и принятие положительного решения о готовности РН к заправке компонентами топлива и пуску.[24]

### Хронология экспедиции
- 2011 г. 9 ноября — запуск и ожидаемое выведение на траекторию полёта к Марсу:

- 00:16:02.871 (МСК) — ракета «Зенит-2SБ» с межпланетной станцией «Фобос-грунт» стартовала с космодрома Байконур.

- 00:27:31 (T+688 с) — отделение АМС от ракеты-носителя (орбита близка к расчётной). Раскрытие панелей солнечных батарей АМС, приём телеметрической информации наземными измерительными пунктами, завершение построения ориентации межпланетной станции по Солнцу, заряд аккумуляторных батарей.

- 02:55:47.981 — первое включение маршевой двигательной установки АМС не состоялось; блок баков сброшен не был; после длительных поисков с привлечением российских и американских систем контроля космического пространства станция была обнаружена; вероятно, произошёл сбой при переходе от ориентации по Солнцу к ориентации по звёздам; возможно, что не прошла команда датчиков на включение двигательной установки; по уточнённым параметрам орбиты и запасу энергии, имеется 2-недельный запас времени, чтобы заново передать в АМС программу полёта;

- Вследствие низкой орбиты АМС, возможность получения телеметрии существенно ограничена зонами радиовидимости; по результатам обработки и анализа данных будут подготовлены и заложены на борт необходимые программы и уставки для повторного включения маршевых двигателей.

- Специалисты обещают связаться с АМС ночью.

- Сообщается, что АМС «Фобос-Грунт» была застрахована в компании «РСЦ» на 1,2 миллиарда рублей (36 млн долларов).

- 2011 г. 10 ноября — продолжение попыток установить связь с АМС:

- Осуществлено несколько безуспешных попыток установить связь с межпланетной станцией; попытки будут продолжены. ЕКА подключает свои станции, но тоже безуспешно.

- Со слов неназванного источника стало известно, что темпы снижения космического аппарата были завышены, и вместо этого составляют примерно 2 км в сутки. Это значит, что у специалистов есть несколько недель на разрешение ситуации. Также источник заявил, что панели солнечных батарей аппарата раскрылись, и станция находится в постоянной солнечной ориентации.

- 2011 г. 11 ноября:

- Специалисты на Байконуре передали на АМС команды непосредственного исполнения. Тот не отреагировал. Эксперты говорят, что аппарат медленно снижается.
- Эксперты и общественность обсуждают, куда могут упасть обломки АМС «Фобос-Грунт». Появляются слухи о возможных экологических последствиях падения.

- 2011 г. 12 ноября:

- Связаться с аппаратом не удалось.
- Американские военные установили, что перигей орбиты АМС поднимается.

- 2011 г. 14 ноября — Роскосмос заявил, что АМС пока не потеряна, но может упасть в январе.[26]
- 2011 г. 17 ноября — Специалисты продолжают полемику о причинах роста перигея орбиты АМС примерно на километр в сутки.[26]
- 2011 г. 22 ноября:

- Зам. главы Роскосмоса Виталий Давыдов сказал, что если АМС удастся запустить, то его можно отправить к Луне. Экспедиция на Марс, по его словам, не состоится.
- Специалисты пытаются рассчитать, куда упадёт вторая ступень ракеты «Зенит» в ночь на 23 ноября.

- 2011 г. 23 ноября, 00:25 (МСК) — Наземным пунктом Европейского космического агентства (Перт, Австралия) в ходе одного из четырёх сеансов связи был получен радиосигнал с космического аппарата, движущегося по освещённой части орбиты[26][34] Телеметрия не получена.[35] РИА «Новости» с ссылкой на неназванный источник утверждают, что аппарат находится в аварийном режиме работы, и выключается всякий раз, когда заходит в тень Земли, 16 раз в сутки.[35] Источник агентства утверждает, что по этой причине попытки связаться с российской территории с ним обречены на неудачу.[35]
- 2011 г. 24 ноября — Европейская станция слежения в Австралии приняла аварийную телеметрическую информацию с АМС. Полученные данные переданы в НПО им. Лавочкина.[36]
- 2011 г. 25 ноября — Европейское космическое агентство сообщило, что несмотря на несколько попыток принять сигнал от АМС в ночь с 24 на 25 ноября между 20:12 и 04:04 GMT 15-метровой параболической антенной в г. Перт (Австралия) ничего получить не удалось. Каждый сеанс связи длился лишь 6-8 минут, крайне ограничивая период передачи команд и приёма ответа.[37]
- 2011 г. 29 ноября — специалисты Роскосмоса пытались поднять орбиту АМС, но связаться со станцией «Фобос-Грунт» не удалось. Попытки были предприняты со станции слежения на Байконуре, а также со станции связи Европейского космического агентства в г. Перт (Австралия).[38]
- 2011 г. 30 ноября — известный канадский наблюдатель за ИСЗ Тед Молчан сообщает об отделении от аппарата двух фрагментов. Обозреватель журнала «Новости космонавтики» Игорь Лисов частично подтверждает достоверность информации: по его словам фрагмент был один.[39]
- 2011 г. 2 декабря — Европейское Космическое Агентство прекращает попытки связаться с аппаратом.[40]
- 2012 г. 15 января, 21:40…22:10 (МСК), 1097-й зафиксированный виток орбиты — снижение АМС «Фобос-Грунт» в плотные слои атмосферы, прекращение существования (аэродинамический перегрев, механическое разрушение и сгорание), возможное падение несгоревших фрагментов в южной части Тихого океана, Южной Америке и западной части Атлантического океана (заключение Роскосмоса на основе отсутствия аппарата на орбите по данным от средств контроля космического пространства).[41]

### Нештатная ситуация
После ожидавшегося первого включения маршевой двигательной установки АМС длительно не удавалось установить связь с межпланетной станцией. В результате поисков местонахождение АМС удалось установить российским средствам предупреждения о ракетном нападении с подтверждением от североамериканской системы NORAD. Установлено, что штатного включения МДУ не произошло.

По всей видимости система управления не перешла с Солнца на звёздные датчики.
— Владимир Поповкин, глава Российского космического агентства в 2011—2013 г.г.

Мы пытаемся прыгнуть выше головы. Этот проект и то, как он был реализован, к сожалению, не даёт 100-процентной вероятности успеха. Если вы слышали или читали выступление Поповкина в Госдуме 7 октября, вот он откровенно сказал, что аппарат запускается недоиспытанным, недоделанным. По сути мы пошли на риск.
— Игорь Лисов, обозреватель российского журнала «Новости космонавтики»

Новизна космического аппарата «Фобос-Грунт», с учётом того что мы двадцать лет ничего не делали, даже свыше 90 процентов. И мы понимаем, что это риск, но мы понимаем и другое: если мы не запустим его в этом году, то в 2013 году этот аппарат уже бесполезно запускать, а если мы начнём новый изготавливать, то мы уйдём в 2016 год и дальше. Вот почему появились замечания? Мы вели целый ряд новых испытаний этого аппарата. У нас есть кое-какой запас ЗИП, некоторые части делались в двух, в трёх экземплярах. И вот с помощью этих программ мы как раз и выбираем то, что надо поменять на земле. Я ещё раз говорю, это очень рискованное дело, но, как инженер, работающий всю жизнь в этой области, я скажу, что это оправданный риск, мы понимаем, на что мы идём. По-другому, к сожалению, нельзя, это сложная техника.
— Владимир Поповкин (заседание Государственной Думы РФ от 7 октября 2011 года, стенограмма).
По расчётам американских специалистов, снижение АМС «Фобос-Грунт» в плотные слои атмосферы ожидалось через 60 дней после запуска. По данным Стратегического командования Вооружённых сил США, падение второй ступени ракеты «Зенит» на Землю ожидалось 26 ноября. 14 ноября руководитель Роскосмоса Владимир Поповкин, отвечая на вопросы журналистов о том, когда можно будет с уверенностью сказать о «смерти аппарата», заявил, что «об этом можно будет говорить в первых числах декабря, когда закроется окно», а «прогнозирование конца времени существования „Фобоса“ можно будет начать, когда деградация орбиты достигнет 180 км».
На 15 ноября 2011 года некоторые источники сообщали о свидетельствах работы двигателей межпланетной станции. Это подтверждалось параметрами изменения орбиты станции — перигей орбиты повышается, а апогей снижается.
Согласно данным, публикуемым Стратегическим командованием Вооружённых сил США, на 15 ноября 2011 года высота перигея АМС составила 209,2 километра, в то время как после запуска 9 ноября — 206,6 километра. При этом высота самой дальней точки орбиты — апогея — уменьшилась, с 342 до 331,8 километра. Погрешности опубликованных данных неизвестны.

#### Связь на опорной орбите
Двухтомная публикация об АМС «Фобос-Грунт» содержит следующее описание организации связи с КА на опорной орбите (фрагмент):

2-7 Организация управления космическим аппаратом
Основные задачи по обеспечению управления КА
Этап выведения на межпланетную траекторию
Особенностью организации взаимодействия с КА на околоземном участке является практическая невозможность обеспечения двусторонней связи с КА, в первую очередь на опорной орбите. Это означает, что первый активный участок полёта КА «Фобос-Грунт», обеспечивающий переход с опорной на промежуточную орбиту, выполняется автоматически. Для правильного исполнения первого корректирующего импульса необходимо соблюдение следующих условий:
- участок выведения РН был выполнен штатно;
- начало импульса синхронизируется с заданным моментом ДМВ для конкретной даты запуска.

Для реализации второго условия, уже на КА «Фобос-Грунт», на борту используются энергонезависимые часы, запитываемые от отдельного источника питания, которые отсчитывают время ДМВ и дату с необходимой точностью.
Контроль за полётом КА «Фобос-Грунт» начинается после того, как БВК перелётного модуля будет включён по контактам отделения и бортовой вычислительный комплекс (БВК) выполнит стартовые операции по подготовке бортовых систем. Стартовые операции на борту занимают 30…60 с. После этого включается прибор РПТ111, через который передаётся на Землю телеметрическая информация о состоянии КА. С началом приёма этой информации центр управления полётом осуществляет контроль за полётом КА «Фобос-Грунт».
На участке полёта по опорной орбите в зоне видимости российских наземных станций осуществляется односторонний контроль за полётом КА по каналу ТМИ через передатчик РПТ111 и проводятся траекторные измерения с помощью прибора 38Г6.
После перехода на промежуточную орбиту увеличиваются зоны видимости, падает угловая скорость движения КА относительно наземных станций, появляется возможность для организации двусторонней связи с КА через бортовой радиокомплекс (БРК) перелётного модуля (ПМ).
— Двухтомное издание об АМС «Фобос-Грунт» (фрагмент). Дата обращения: 11 ноября 2011. Архивировано из оригинала 12 ноября 2011 года.

### Прекращение существования
15 января 2012 года между 21:40 и 22:10 МСК на 1097-м зафиксированном витке при снижении в плотных слоях атмосферы АМС «Фобос-Грунт» прекратила своё существование вследствие аэродинамического перегрева, механического разрушения и сгорания. До поверхности Земли предположительно могли долететь некоторые несгоревшие фрагменты АМС из тугоплавких материалов общей массой около 200 кг, упав в акватории Тихого океана около 21:46 МСК, приблизительно в 1000 км западнее чилийского острова Веллингтон.
При этом токсичные компоненты топлива (азотный тетраоксид и несимметричный диметилгидразин) КА сгорели в плотных слоях атмосферы Земли на высоте порядка 100 километров — топливные баки АМС изготовлены из алюминиевого сплава с достаточно низкой температурой плавления.
Факт прекращения существования АМС установлен по её отсутствию на расчётной орбите (по данным от средств контроля космического пространства) в условиях отсутствия средств визуального и иного контроля в районе падения АМС.

## Расследование причин аварии
Одним из предметов изучения для Межведомственной комиссии в отношении возможного повреждения АМС вскоре после выведения её на опорную орбиту было действие излучения возможно следившего за астероидом 2005 YU55 мощного американского радара испытательного полигона Рейгана на атолле Кваджалейн. 9 января 2012 глава Роскосмоса Владимир Поповкин заявил, что не исключает, что аварии космических аппаратов последнего времени могли стать результатом внешнего (возможно, умышленного) воздействия.
В связи с этим известный наблюдатель за околоземными спутниками Тед Молчан из Канады сообщил, что даже если любой из радаров на атолле Кваджалейн участвовал в слежении за астероидом, по данным Стратегического командования Вооружённых сил США и по расчётам с помощью онлайновой системы вычисления эфемерид JPL HORIZONS астероид находился ниже местного горизонта для атолла Кваджалейн в течение всего периода между запуском АМС и первой неудачной попыткой поднятия апогея её орбиты.
По сообщению газеты «Коммерсантъ» со ссылкой на источник в ракетно-космической отрасли, во время третьего витка АМС вокруг Земли специалисты не смогли получить информацию о коррекции орбиты маршевой двигательной установкой. Тогда же провалилась одна из первых попыток получить телеметрическую информацию: электроника реагировала на сигналы с Земли со сбоями. БВК уже не действовал согласно заложенной циклограмме полёта. После автоматического одновременного перезапуска бортовой компьютер не смог реализовать ни единого манёвра по выводу аппарата на отлётную орбиту — не сработала двигательная установка, а также не произошло отделения её топливных баков. На последующие команды с Земли станция никак не реагировала.

### Выводы Межведомственной комиссии
31 января 2012 года на отраслевом совещании в воронежском КБ Химавтоматики под председательством вице-премьера Дмитрия Рогозина состоялся доклад главы Роскосмоса Владимира Поповкина о причинах потери межпланетной станции, а также о видении развития космической отрасли до 2030 года.

#### Официальная версия
В ходе доклада официальной причиной аварии станции «Фобос-Грунт» был назван перезапуск двух комплектов бортового вычислительного комплекса из-за воздействия космического излучения — тяжёлых заряженных частиц космического пространства — вследствие недооценки фактора космического пространства разработчиками и создателями межпланетной станции. По словам главы Роскосмоса, виновные в просчёте сотрудники НПО имени Лавочкина были привлечены к административной ответственности.
По сообщению пресс-службы Роскосмоса, опубликованному на сайте Роскосмоса 3 февраля 2012 года, фрагмент (основные положения) Заключения Межведомственной комиссии по анализу причин нештатной ситуации содержит следующие выводы:

1. До возникновения нештатной ситуации отклонений от выполнения бортовыми системами и агрегатами своих функций не выявлено. Причиной возникновения НШС является перезапуск двух полукомплектов устройства ЦВМ22 БВК, выполнявших на этом участке полёта управление КА «Фобос-Грунт», после чего в соответствии с логикой работы БКУ произошло прерывание штатной циклограммы полёта КА «Фобос-Грунт», и он перешёл в режим поддержания постоянной солнечной ориентации и ожидания команд с Земли в X-диапазоне связи, который был предусмотрен проектными решениями для перелётной траектории.
2. Наиболее вероятной причиной перезапуска двух полукомплектов устройства ЦВМ22 БВК является локальное воздействие тяжёлых заряженных частиц (ТЗЧ) космического пространства, которое привело к сбою в ОЗУ вычислительных модулей комплектов ЦВМ22 во время полёта КА «Фобос-Грунт» на втором витке. Сбой ОЗУ мог быть вызван кратковременной неработоспособностью ЭРИ вследствие воздействия ТЗЧ на ячейки вычислительных модулей ЦВМ22, которые содержат две микросхемы одного типа WS512K32V20G24M, находящиеся в едином корпусе параллельно друг другу. Воздействие привело к искажению программного кода и срабатыванию сторожевого таймера, что стало причиной «рестарта» обоих полукомплектов ЦВМ22.
3. Объёмы наземной экспериментальной отработки изделий КА, на которые были выданы ТЗ, и КА «Фобос-Грунт», определённые КПЭО на них, с учётом принятых в процессе (НЭО) технических решений, выполнены с положительными результатами, в том числе по отработке комплекса научной аппаратуры (КНА), технологической документации, технологических процессов, включая критичные технологические процессы, что подтверждается заключениями ФГУП ЦНИИмаш и других ГНИО РКП.

В связи с этим непосредственной причиной перезапуска обоих полукомплектов вычислительной машины ЦВМ22 названо срабатывание сторожевого таймера в её составе, связанное, вероятнее всего, с искажением программного кода при воздействии тяжёлых заряженных частиц на ячейки оперативного запоминающего устройства.

#### Неофициальная версия
По сообщению газеты «Коммерсантъ» от 31 января 2012 года, рассматриваемые комиссией версии какого-либо внешнего воздействия на станцию подтверждения не нашли. При этом основной причиной в выводах Межведомственной комиссии назван программный сбой, вызвавший одновременный перезапуск двух работающих каналов бортового вычислительного комплекса, вследствие ошибки при программировании БВК.
В одном из анализов показывается, что причиной нештатной ситуации могла стать рассинхронизация на 1 час между бортовым временем, установленным на энергонезависимых часах станции (МСК — UTC+4 в 2011 году), и декретным московским временем (ДМВ — UTC+3), по которому была рассчитана часть циклограммы полёта.

## Интересные факты
- Англоязычная страница проекта «Фобос-Грунт» на сайте Института космических исследований Российской академии наук содержит обращение:

Дорогие коллеги!
Нам нужна ваша поддержка по проекту «Фобос-Грунт», потому что:

Запланировано два включения двигательной установки «Фобос-Грунт» для перевода космического аппарата на межпланетную траекторию к Марсу. Но, к сожалению, в обоих случаях функционирование двигателя космического аппарата невидимо для российских наземных измерительных пунктов. Планируется записать на борту данные о работе системы во время включения двигательной установки и при достижении зоны видимости наземных измерительных пунктов в России передать эти данные на землю. Однако это не настолько удобный подход, особенно в случае некоторого отклонения от номинального режима, включая отказ. Поэтому есть идея наблюдать за работой двигательной установки с помощью оптических приборов, то есть телескопов, принимая в расчёт положение космического аппарата в теневой части орбиты во время работы двигательной установки, а также яркость реактивной струи (ракетное топливо — несимметричный гидразин и азотный тетраоксид, расходуемые со скоростью 6 кг/с). Такой подход при достаточно быстрой передаче результатов наблюдений может позволить подтвердить сам факт функционирования двигательной установки и дать более надёжный прогноз положения космического аппарата при входе в зону видимости российских наземных измерительных пунктов.
Большое спасибо за ваше сотрудничество!
Оригинальный текст (англ.)Dear Colleagues !

We need your support in the project "Phobos-Soil", because:
Two ignitions of Phobos-Grunt engine unit are planned to put spacecraft onto interplanetary mission to Mars. But unfortunately in both cases the operation of spacecraft engine is invisible from Russian ground stations. It is planned to record data about system work during engine operation on-board and when reaching the visibility area of ground stations in Russia to transmit these data to ground. But it is not so comfortable approach especially in case of some deviation from nominal scenario including failure. So there is the idea to observe the engine operation by optical instruments, i.e. telescopes, taking into account the position of spacecraft in eclipse part of the orbit during engine burn and brightness of engine plume ( engine propellant is nonsymmetrical Hydrazine and Nitrogen tetroxide, consumed with the rate of 6 kilos per second). Such approach with fast enough delivery of the results of observations may allow to confirm the very fact of the engine operation and to reach more reliable forecast of spacecraft position when the visibility area from Russian ground stations will be reached.

Many thanks for your cooperation!
— «Фобос-Грунт» на сайте ИКИ РАН (англ.)